# Baranjske pustare
Baranjske pustare su ruralna, urbanistički planirana naselja s točno određenom infrastrukturom, gdje se znalo gdje tko živi i što radi. Bile su popularne u vrijeme beljskog gazdinstva. Izgrađene su u 19. stoljeću, u vrijeme Austro-Ugarske. U njima je živjela ondašnja beljska radna snaga. Svaka je pustara bila i upravno sjedište neke od poslovnih jedinica Belja kojima se tada upravljalo iz Kneževa. Pustare su počele odumirati 70-ih godina 20. stoljeća, prvenstveno zbog izgradnje tadašnjeg Naselja solidarnosti Krajem 2017. godine planiran je bio završetak radova na izgradnji stambene zgrade u Kneževim Vinogradima gdje bi bile preseljene preostale obitelji iz Jasenovca i Sokolovca.

## Popis pustara
- Bodorfok[5]
- Brestovac
- Brod-pustara
- Ciglana
- Ćirina Ada
- Đelekert (Pustara Karanac, Karanac-naselje)[6]
- Eblin
- Geta
- Hatvan
- Jasenovac
- Karaševo
- Kazuk
- Kovač
- Kozjak
- Krčevine
- Malo Kneževo
- Mirkovac
- Mitrovac
- Njergeš
- Pijeskovi
- Podunavlje
- Selešat
- Sokolovac
- Sudaraž
- Šebešir
- Širine
- Tikveš
- Trokut
- Zeleno Polje
- Zlatna Greda
- Zornice